# Karolina Gilon
Karolina Gilon (ur. 10 grudnia 1989 w Mrągowie) – polska prezenterka telewizyjna, dziennikarka, modelka i piosenkarka.

## Życiorys
Brała udział w 5. edycji programu Top Model. 
W latach 2015–2019 pracowała w telewizji TTV, a od września 2019 roku pracuje w Telewizji Polsat.
W latach 2016–2019 prowadziła program telewizji TTV pt. Druga twarz. W latach 2019–2024 prowadziła program telewizji Polsat pt. Love Island. Wyspa miłości, a od jesieni 2020 była prowadzącą program, także telewizji Polsat pt. Ninja Warrior Polska. Brała udział w teledysku świątecznym Polsatu pt. „Święta marzeń jak co rok” z innymi gwiazdami Polsatu. 28 grudnia 2020 została nominowana do Telekamer 2021 w kategorii Osobowość telewizyjna.
Jest w związku z Mateuszem Świerczyńskim, uczestnikiem VII edycji Love Island. Wyspa miłości. Ma z nim syna Franciszka (ur. 2025).

## Filmografia

### Programy telewizyjne
- 2015: Top Model – uczestniczka[10][11]
- 2015: Hell’s Kitchen. Piekielna kuchnia – gość[10][12]
- 2016: DeFacto – prowadząca[13][14]
- 2016: Kuba Wojewódzki – gość[10][15]
- 2017: Druga twarz – prowadząca[2][16]
- 2019–2024: Love Island. Wyspa miłości – prowadząca[10]
- 2020–2024: Ninja Warrior Polska – prowadząca[17]
- 2020/2021: Sylwester z Polsatem – prowadząca[2]
- 2021: Polsat SuperHit Festiwal – prowadząca

### Seriale
- 2013: Miłość na bogato jako Karolina[2][10]

### Teledyski
- 2017: Marcin Macuk i Krzysztof Zalewski: „Cichosza”[18]
- 2018: Smolasty, gościnnie Białas: „Fake Love”[19]
- 2020: Polsat: „Święta marzeń jak co rok”[4]

## Dyskografia

### Wraz z zespołem Gun*s
Single
| Rok  | Tytuł                      | Album            |
| ---- | -------------------------- | ---------------- |
| 2016 | „All the Time”             | Jeszcze nieznany |
| 2016 | „Słyszę”                   | Jeszcze nieznany |
| 2017 | „WAYN (Where Are You Now)” | Jeszcze nieznany |

Teledyski
- 2016: „Słyszę”[22]
- 2017: „WAYN (Where Are You Now)”[23]
- 2017: „WAYN (Gun*s Remix)”[24]

## Nagrody i nominacje
| Rok  | Konkurs         | Kategoria             | Tytułem                    | Rezultat   |
| ---- | --------------- | --------------------- | -------------------------- | ---------- |
| 2015 | Top Model       | N/A                   | N/A                        | 4. miejsce |
| 2021 | Telekamery 2021 | Osobowość telewizyjna | Love Island. Wyspa miłości | Nominacja  |